# Élections générales espagnoles de 2015 dans la région de Murcie
Les élections générales espagnoles de 2015 (en espagnol : Elecciones generales de España de 2015) se sont tenues le dimanche 20 décembre 2015 afin d'élire les 350 députés et 208 des 266 sénateurs de la XIe législature des Cortes Generales. 10 députés sont élus dans la région de Murcie.

## Résultats

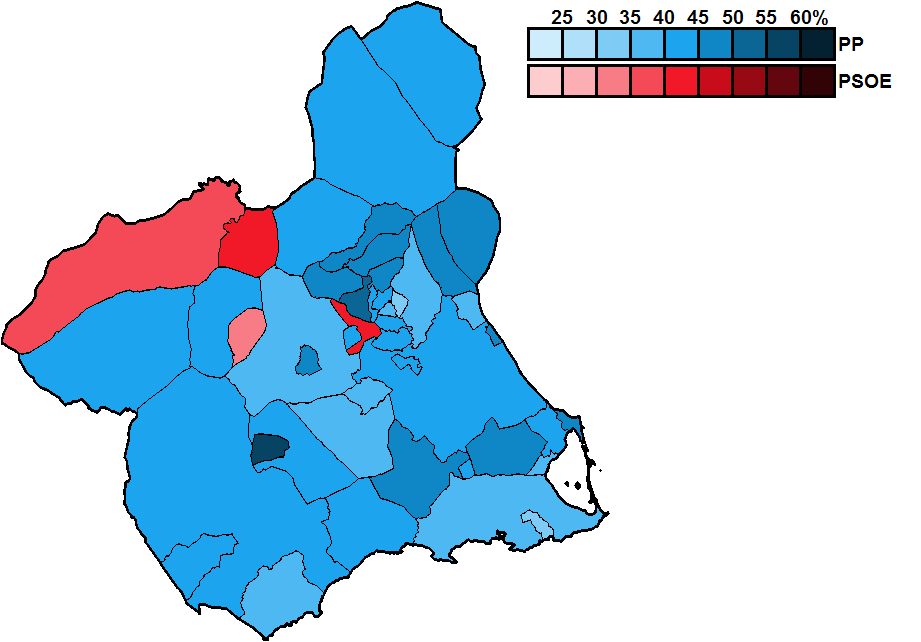
Résultats par commune.

| Parti                  | Parti                                                   | Voix      | %     | +/-   | Sièges | +/-           |
| ---------------------- | ------------------------------------------------------- | --------- | ----- | ----- | ------ | ------------- |
|                        | Parti populaire (PP)                                    | 293 943   | 40,40 | 23,82 | 5      | 3             |
|                        | Parti socialiste ouvrier espagnol (PSOE)                | 147 883   | 20,32 | 0,67  | 2      | en stagnation |
|                        | Ciudadanos (Cs)                                         | 128 570   | 17,67 | Nv.   | 2      | 2             |
|                        | Podemos                                                 | 110 601   | 15,20 | Nv.   | 1      | 1             |
|                        | Gauche unie (IU-UP)                                     | 22 767    | 3,13  | 2,57  | 0      | en stagnation |
|                        | Parti animaliste contre la maltraitance animale (PACMA) | 6 591     | 0,91  | 0,55  | 0      | en stagnation |
|                        | Union, progrès et démocratie (UPyD)                     | 5 442     | 0,75  | 5,51  | 0      | en stagnation |
|                        | Vox                                                     | 3 282     | 0,45  | Nv.   | 0      | en stagnation |
|                        | Recortes Cero-Grupo Verde (RC-GV)                       | 1 268     | 0,17  | Nv.   | 0      | en stagnation |
|                        | Sièges en blanc (EB)                                    | 1 063     | 0,15  | 0,09  | 0      | en stagnation |
|                        | Parti communiste des peuples d'Espagne (PCPCE)          | 1 051     | 0,14  | 0,01  | 0      | en stagnation |
|                        | Autres partis                                           | 643       | 0,09  | -     | 0      | -             |
|                        | Vote blanc                                              | 4 511     | 0,62  | 0,29  |        |               |
|                        |                                                         |           |       |       |        |               |
| Suffrages exprimés     | Suffrages exprimés                                      | 727 615   | 99,13 |       |        |               |
| Votes nuls             | Votes nuls                                              | 6 382     | 0,87  |       |        |               |
| Total                  | Total                                                   | 733 997   | 100   | -     | 10     | en stagnation |
| Abstention             | Abstention                                              | 297 736   | 28,86 |       |        |               |
| Inscrits/Participation | Inscrits/Participation                                  | 1 031 733 | 71,14 |       |        |               |